# دیوانه در آلاباما
دیوانه در آلاباما (به انگلیسی: Crazy in Alabama) فیلمی کمدی-درام محصول ۱۹۹۹ به کارگردانی آنتونیو باندراس و نویسندگی مارک چایلدرس (بر اساس رمان او با همین نام نوشته سال ۱۹۹۳) است.
ملانی گریفیث در نقش زنی مورد تجاوز قرار گرفته است که به کالیفرنیا می‌رود تا بازیگر شود در حالی که خواهرزاده اش در آلاباما باید با ماجرای یک قتل دست و پنجه نرم کند. این فیلم در لوئیزیانا فیلمبرداری شد.

## بازیگران
| بازیگر         | مقش             |
| -------------- | --------------- |
| ملانی گریفیث   | لوسیل وینسون    |
| دیوید مورس     | داو بولیس       |
| لوکاس بلک      | پیتر جوزف بولیس |
| دیوید اسپک     | ویلی بولیس      |
| کتی موریارتی   | ارلن بولیس      |
| میت لوف        | کلانتر جان داگت |
| راد استایگر    | جاج لوییس مید   |
| ریچارد شیف     | نورمن           |
| جان بیزلی      | نهمیا جکسون     |
| رابرت واگنر    | هری هال         |
| نواه امریش     | کلانتر ریموند   |
| ساندرا سیکت    | میماو           |
| پاول بن-ویکتور | دی ای مکی       |
| برد بیر        | جک              |
| فنی فلگ        | سالی            |
| الیزابت پرکینز | جون بلک         |
| لیندا هارت     | مدلین           |
| پاول مازورسکی  | والتر شوگمن     |
| هولمز آزبرن    | اتورنی لری روسل |
| تونی آمندولا   | رئیس کازینو     |
| رندال کلیزر    | باب             |